# 8e groupe d'autos-mitrailleuses et autos-canons
Pour les articles homonymes, voir 8e groupe (unité militaire).
Le 8e groupe d'autos-mitrailleuses et autos-canons (ou 8e GAMAC), constitué fin octobre 1914, est l'un des 17 groupes d'autos-mitrailleuses et autos-canons, petites unités d'artillerie légère mobile mises à disposition de l'armée française pendant la campagne contre l'Allemagne.

## Création, dénominations et affectations
Créé fin octobre 1914 par le général Gallieni, gouverneur militaire de Paris, le 8e groupe d'autos-canons de la Marine est initialement affecté à la 9e division de cavalerie (DC) puis ses affectations différent selon ses sections, parfois pour de courtes périodes. Ainsi, du 5 au 18 novembre 1914 la 16e section est détachée à la 173e brigade puis à partir du 24 novembre et au moins jusqu’au 31 décembre 1914 à la 32e division d’infanterie. Le groupe dans son entier retrouve la 9e DC le 15 septembre 1915. Début juillet 1916, après avoir été dissous entant qu'unité de Marine et reconstitué comme unité de cavalerie, le 8e GAMAC passe à l'état-major de la 6e division de cavalerie auquel il est organiquement rattaché jusqu'à la fin des hostilités. Il est transformé en 6e escadron d'autos-mitrailleuses de cavalerie (E.A.M.C.) le 1er novembre 1922.

## Historique des campagnes et batailles

### Campagne contre l'Allemagne
1914
La 16e section signale qu'elle quitte Vincennes le 2 novembre 1914, mais on ignore si elle accompagne l'autre section du groupe, la 15e ou si elle est isolée. En décembre, probablement réunie à la 15e, elle est mise à la disposition de la 32e division d'infanterie pour combattre sur le front belge entre Ypres et le Mont Kemmel. 
1915
De janvier au 12 avril 1915, le 8e groupe reste dans la région d'Ypres, rattaché au 20e corps d'armée. Il quitte le secteur le 22 pour atteindre Magnicourt-sur-Canche (Pas-de-Calais) le 15 mai. Il se déplace quelques jours plus tard à Neuville-Saint-Vaast. Le lieutenant de vaisseau Hergault, Cdt le 15e groupe d’AC, arrivé de Paris dans l’Artois avec les 13e et 14e groupes le 1er juin, écrit à la fin du mois à son supérieur à Paris :

« Le 11 juin je reçois l’ordre du général Foch  de former par réunion des 5e, 8e, 11e, 15e groupes et de la Batterie Drouet un groupement d’autos-canons rattaché à la 10e armée et chargé de coopérer en entier ou par envoi de groupes isolés soit aux opérations des régiments de cavalerie de corps soit à la protection de convois automobiles de troupes d'infanterie [...] En conséquence, les groupes précités et le 15e groupe sont rassemblés à Croix-en-Ternois (8, 12 et 15), et à Croisette (5, 11 et Batterie Drouet). »

Le groupement ad hoc ainsi virtuellement formé reste en alerte pendant 12 jours et se voit dissous fin juin sans être intervenu. Chaque groupe d'auto-canons est rendu à son unité de rattachement organique. Le 8e groupe, après avoir stationné quelques semaines au nord d'Amiens, est dirigé sur le quartier Clarenthal de Lunéville où il reste au repos jusqu'à mi-septembre. Passé à la 6e division de cavalerie il doit gagner Saint-Dizier et Chalons-sur-Marne. Puis, réaffecté à la 9e DC il repart vers Lunéville en novembre pour être mis en service de tranchées dans la forêt de Parroy.
1916
De janvier à fin avril, la 9e DC continue son service de tranchées. Le 8e groupe y est associé jusqu'en mai à la dissolution de la division. Il est amené à Boulogne-Billancourt pour sa dissolution en tant que groupe de la Marine et repart à Lunéville début juillet pour rejoindre la 6e DC. Après six semaines de repos à Vézelise, le groupe prend un service de tranchées à  Badonviller  (Nord-est de Baccarat) jusqu'à la fin de l'année.
1917
- Le 5 janvier, le groupe fait mouvement vers Audincourt, près de Montbéliard (Doubs), où il stationne jusqu'au 13 avril 1917.

Deux positions du 8e GAMAC
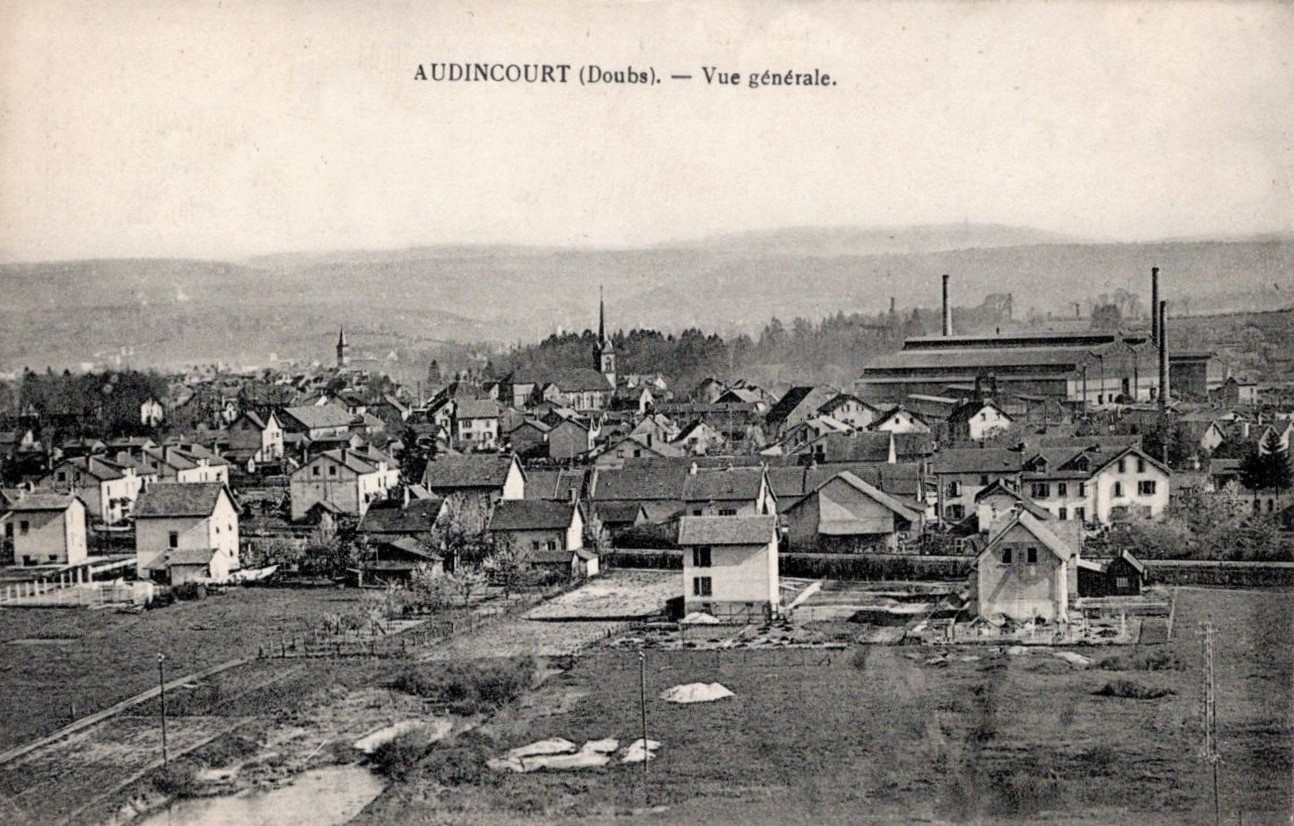
Audincourt (Doubs).
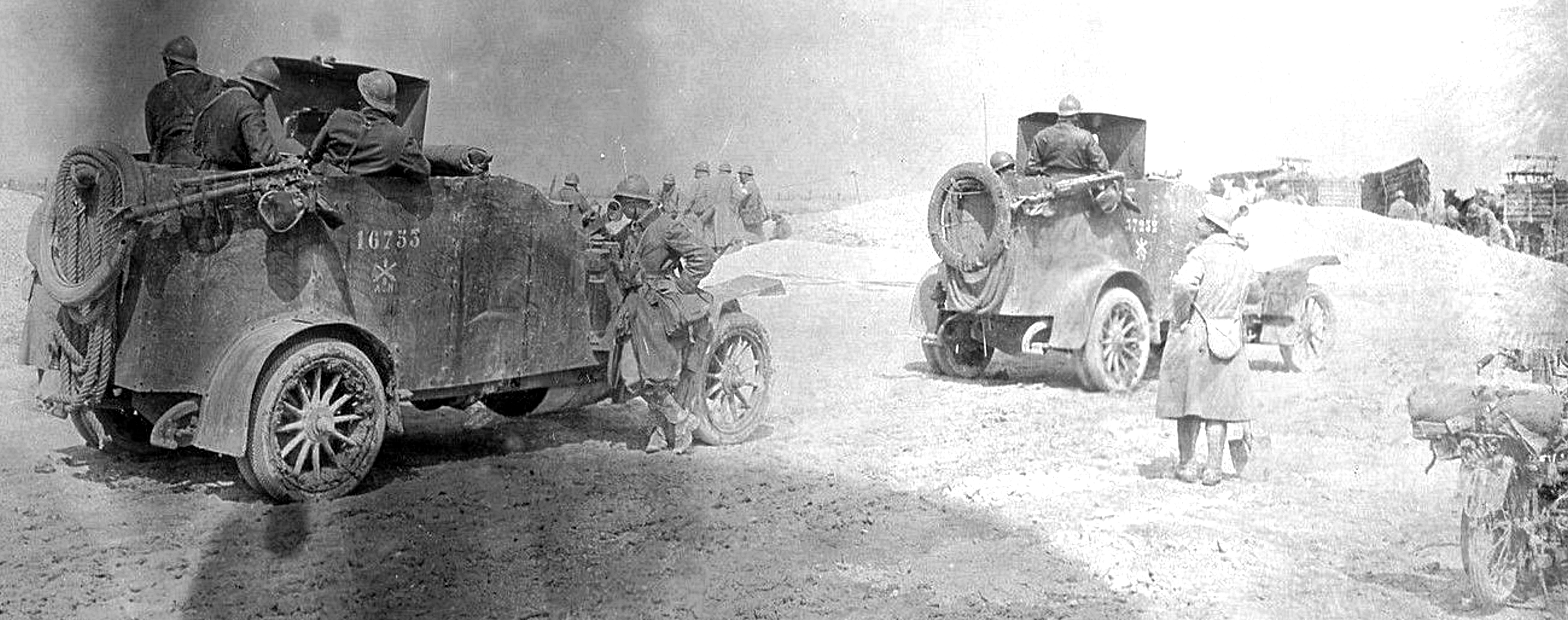
Cormicy (Marne).

Il se dirige ensuite vers le nord-ouest de Reims à Cormicy, puis quelques jours après vers le sud de Reims avec le 17e GAMAC pour cantonner, avec lui et le 5e GAMAC, à Mareuil-sur-Aÿ (Marne). Chacun des ces groupes prend alors un service de tranchées à Berméricourt.  
- De juin à août, le 8e groupe continue d'être employé dans le même secteur avant d'être transféré dans le secteur de la Ferme des Marquises à l'Est de Reims. Une de ses sections assure une mission de DCA en novembre et décembre au nord d’Épernay, tandis que les deux autres assurent un petit service de tranchées dans un secteur de l'est de Reims jusqu'à la fin de l'année 1917.

1918
- Le service de tranchées se terminant le 13 janvier 1918, le 8e groupe, accompagné de son binôme le 6e GAMAC, se replie sur Sézanne jusqu'à fin février. Puis il passe les trois premières semaines de mars au château de Saran à Chouilly près d’Épernay avec les 3e, 4e, 6e, et 15e groupes.
- De là, les cinq GAMAC se dirigent à l'est de Roye (Somme) pour y être engagés du 25 au 28 mars

« Le 26 mars 1918, pendant la retraite sur Montdidier, le 8e groupe d'autos-mitrailleuses reste seul en arrière, sans appui d'aucune sorte, sur le plateau au nord-est de Roye. Il mène contre l'infanterie allemande, débouchant de Carrépuis et de Gruny, une action retardatrice efficace et meurtrière, qui dure de 4 heures à 11 heures. Il se décroche à la dernière minute, au moment où des fractions ennemies ont déjà pénétré dans Roye, va jusqu'à Montdidier refaire le plein d'essence et de munitions et, le 27 mars, aussi isolé que la veille, arrête à nouveau, de 13 heures à 18 heures, la progression allemande sur le plateau qui s'étend à l'est de la route de Faverolles à Piennes. »

Son commandant, le capitaine de Monségou est tué à Piennes, mais le groupe poursuit néanmoins son action défensive à Orvillers (Oise) les 30 et 31 mars.
- Le 8e groupe participe à la 3e Bataille des Flandres durant la deuxième quinzaine d'avril[3], Bataille de l'Ourcq en juin[4], Bataille de Montdidier en août.
- À partir du 29 septembre, le 2e corps de cavalerie et tous ses GAMAC (3e, 4e, 6e, 8e, 9e, 10e, 15e et 17e GAMAC) gagnent Roeselare (Roulers) pour être engagés dans la Bataille de la Lys et de l'Escaut jusqu'à l'armistice.

### Après l'armistice en France
1918-août 1919
- Cinq jours après l'armistice, le 8e groupe fait mouvement par étapes en Belgique pendant une semaine, passe à Bruxelles et après un lent mouvement en France arrive à Versailles le 13 décembre 1918 pour prendre garnison à la caserne du 27e régiment de dragons. Il y reste jusqu'au 21 mai 1919 lorsqu'il est, avec le 11e GAMAC, temporairement affecté aux troupes d'occupation en Allemagne à Mayence. C'est de Worms qu'il quitte la Rhénanie pour Lyon le 12 août 1919 en compagnie du 16e GAMAC dont il récupère le personnel et les matériels six jours plus tard, après la dissolution de l'ancienne « Batterie Drouet ».

Août 1919-1922
Désormais rattaché pour ordre au 4e régiment de cuirassiers, le 8e Groupe d'autos-mitrailleuses de cavalerie reste en garnison à Lyon. Ses activités ne sont pas connues.

## Commandants du8egroupe
- Période Marine[5].
  - Lieutenant de vaisseau Alphonse Leroch (fin octobre 1914 - 29 décembre 1915). Il commande également la 15e section.
  - La 16e section, pendant la période où elle opère indépendamment du groupe, est commandée par l'enseigne de vaisseau de 1re classe Jean de Chabanne qui, promu lieutenant de vaisseau le 31 décembre 1915, prend, à la suite du LV Leroch, le commandement du groupe par intérim pendant deux semaines avant d'être mis à la disposition du ministre de la Marine.
  - Enseigne de vaisseau Georges Lecocq du 16 janvier 1916 au 31 mai 1916.
- Période Cavalerie[6]
  - Capitaine Leroy (5 juillet 1916 - 25 septembre 1917).
  - Capitaine Georges Delcasse d'Huc de Monségou du 4 novembre 1917 à sa mort le 28 mars 1918.
  - Lieutenant Louis Domenech du 9 avril 1918 à sa mort le 24 juillet 1918.
  - Capitaine Joseph Chevanne (16 août 1918 - 11 mai 1919).
  - Capitaine Jacques d'Amonville (27 juin 1919 - après octobre 1922).

## Pertes du groupe en opérations
Les travaux sur le groupe ne mentionnent pas un état précis des pertes, blessés, morts après blessures ou maladies, tués, du 8e groupe, d'octobre 1914 au 11 novembre 1918. Ils ne permettent de dresser que la liste ci-dessous. Ces hommes ne sont certainement pas les seules victimes de la campagne contre l’Allemagne. En effet les « engagements AMAC » toujours violents se multiplient en 1918, surtout en octobre-novembre en Belgique et l’on ne peut pas penser que le 8e groupe n’ait perdu aucun combattant dans ces engagements.
| Grade              | Nom                   | Date de blessure/décès/disparition                | Circonstance       |
| ------------------ | --------------------- | ------------------------------------------------- | ------------------ |
| Matelot            | François Crenn        | Blessé le 1er décembre 1914                       | Engagement AMAC    |
| Second-maître      | Charles Guillevic     | Blessé le 7 décembre 1914                         | Tranchées          |
| Sous-lieutenant    | Henri d'Argent        | Blessé le 23 août 1917                            | Tranchées          |
| Sous-officier      | non identifié         | Tué le 26 mars 1918                               | Engagement AMAC    |
| Capitaine          | Georges de Monségou   | Tué le 28 mars 1918                               | Engagement AMAC    |
| Maréchal-des-logis | Charles Salomonevitch | Mort des suites de ses blessures le 23 avril 1918 | Inconnue           |
| Lieutenant         | Antoine Domenech      | Tué le 24 juillet 1918                            | Engagement AMAC    |
| Maréchal-des-logis | André Thibon          | Mort des suites de maladie le 21 août 1918        | Maladie non connue |

On qualifie d'« engagements AMAC » des actions brèves (de quelques heures à 3 jours) et violentes qui exploitent toutes les qualités de ce type d'unité : mobilité, puissance de feu, audace et compétence des hommes.

## Distinctions et décorations
Le 8e Groupe mixte d’autos-mitrailleuses et d’autos-canons reçoit deux citations à l’ordre de l’armée :
- Citation à l'ordre de la 3e armée du 24 avril 1918 :

« A, sous les ordres du capitaine de Monsegou, largement contribué par son initiative, sa ténacité et la précision de son tir à retarder l'avance de l'ennemi aux combats de R...(Remaugies) et de P... (Piennes), permettant le repli en bon ordre de l'infanterie française et assurant la sécurité des batteries françaises et anglaises. »

- Décision du maréchal de France, commandant en chef les armées de l'Est, du 17 décembre 1918 :

« Groupe particulièrement allant et brave. Rattaché à la 6e brigade de dragons du 17 au 20 octobre 1918, a pu arriver, malgré des difficultés inouïes, sous l'ardente impulsion du capitaine de la Mure, sur le terrain de combat ; a exécuté des reconnaissances sous des tirs très violents d'artillerie et de mitrailleuses ; a attaqué, avec l'aide de cavaliers, des îlots de mitrailleuses à l'entrée du village de Nevele, les a détruits, a permis de dégarnir les lisières, donnant à tous le plus bel exemple d'endurance, de mordant et de courage. »

Ces deux citations lui valent de recevoir le 15 janvier 1919, en même temps que le 6e GAMAC, la fourragère aux couleurs de la Croix de guerre, épinglée sur le fanion de chacun des groupes par le général Maistre lors d’une prise d'armes au camp de Satory près de Versailles.

## Personnalités ayant servi au sein du groupe
- Claude Marie Henri d’Argent de Deux-Fontaines (1875-1955), sous-lieutenant, grièvement blessé le 23 août 1917, grand invalide de guerre, grand officier de la Légion d'Honneur à titre militaire, membre d'une famille de la noblesse picarde dont Charles d'Argent de Deux-Fontaines, polytechnicien, officier et homme politique.
- Jean Victurnien Jacques, comte de Chabanne La Palice (1867-1939), enseigne de vaisseau de 1re classe, descendant d'une longue lignée aristocratique, dont son épouse est propriétaire par héritage du château de Montmelas (Rhône).
- Philippe Georges Delcassé d'Huc de Monsegou (1870-1918), capitaine, mort pour la France, membre d'une famille aristocratique, propriétaire depuis le XVe siècle du château de Monségou (Tarn).
- Marie-Joseph-Henry Dussumier de Fonbrune (1887-1947), brigadier, descendant d'une famille d'hommes politiques dont Antoine Dussumier de Fonbrune.
- Bruno Leydet (1890-1962), maréchal-des-logis, homme de lettres connu sous le pseudonyme de Bertrand Defos, contributeur du journal de tranchées Taca Tac Teuf Teuf, créé par un journaliste et un illustrateur servants au 12e GAMAC.
- Jean Pouyer (1885-1981), enseigne de vaisseau de 1re classe, pionnier de l'aéro-navale, Grande médaille d’or de l’Aéro-club de France[10].

## Matériels
- Lors de sa constitution

En tant que groupe d'autos-canons de la Marine, le 8e groupe est équipé de six autos-canons sommairement blindés, construits sur un châssis Peugeot torpédo type 146, de 1913, muni de son moteur 18 HP et d'autos-mitrailleuses Renault ED, type 1914, dotées d'une faible protection blindée, munies du même moteur.
- Dotation en blindés modèles 1915

Le 8e groupe reçoit les nouveaux modèles d'autos-canons à l'épreuve de la balle perforante allemande (dite balle S) le 20 janvier 1915. Les autos-mitrailleuses blindées modèle 1915 sont livrées début mai 1915. 
- Dotation en autos-mitrailleuse-canon White TBC

Le 8e groupe est probablement doté des autos-mitrailleuse-canon construits selon les dessins et brevets de MM de Ségur et Lorfeuvre sur des châssis américains White TBC, mais pas avant 1920, puisqu'il a récupéré en août 1919 les voitures modèle 1915 du 16e groupe. 
- Autres véhicules

Initialement doté de deux camions de ravitaillement Peugeot, le groupe les voit complétés par deux camions supplémentaires Rochet-Schneider en janvier 1916. Une deuxième voiture de liaison Peugeot reçue en janvier 1916 rejoint la Delaunay-Belleville fournie en mars 1915.